# 斯波坎街大橋
斯波坎街大橋（英語：Spokane Street Bridge），是一座在西雅圖的雙葉混凝土旋轉橋。它是杜瓦米什河上的西南斯波坎街的一部分，連接海港岛和西雅圖西部。它有兩個獨立的端對端旋轉部分，每個部分長480英尺（150）。大橋的建造工作於1991年完成，以取代早期因碰撞而被毀壞的橋樑。
每座重6,800噸的橋樑浮在一個位於河流兩側的中心橋墩的2.5米液压液鋼桶中。因為橋樑以傾斜的角度與河流相交，兩個葉片僅需旋轉45度（八分之一圈）即可清空航道，而不用大跨度的90度轉彎。這座橋據稱是世界上唯一的此類橋樑，並因其創新而獲得多項獎項，包括1992年美國土木工程師學會的傑出工程成就獎。
探索頻道於2007年播出的纪录片《超级大机具》介紹了這座橋梁。

## 历史

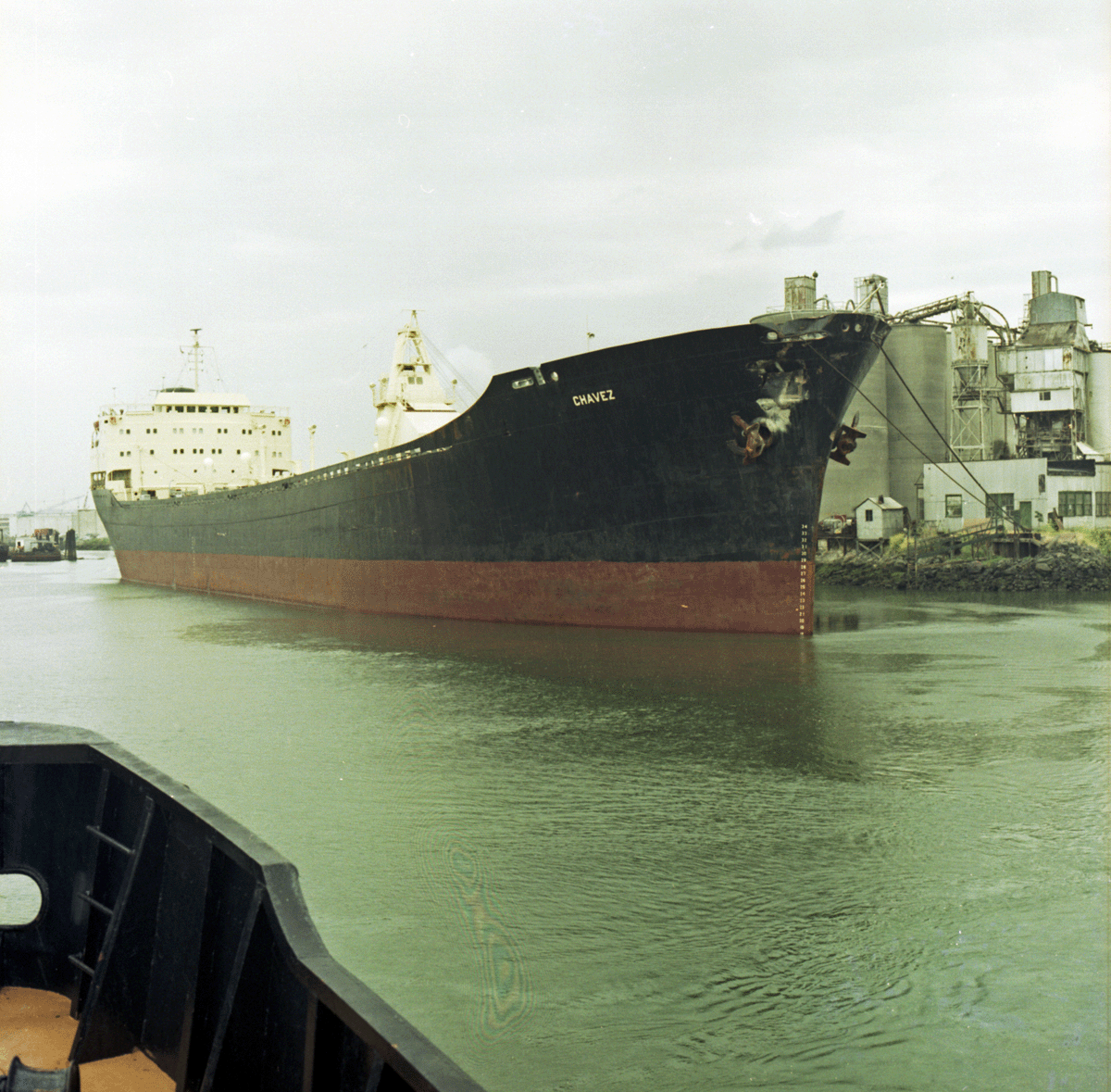
Antonio Chavez,撞毀舊橋的船

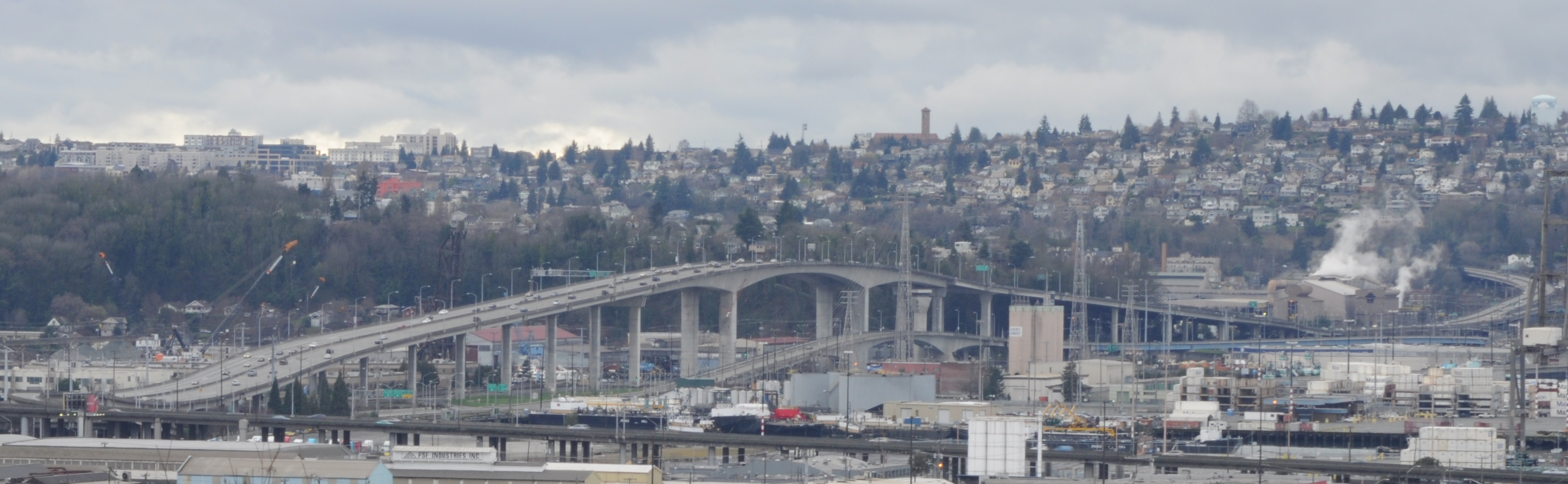
斯波坎街大橋是照片中的兩座橋中較低的一座。背後較高的是西西雅图大桥。

原本在1924年，這個位置有一座上開橋。後來在1978年，一艘船與大橋相撞，使得這座橋被卡在開啟狀態並且無法修復。因此，該項目有資格申請聯邦特殊橋樑更換辦公室的資金。然而，由於有許多其他損壞的橋樑需要更換，此項目沒有獲得足夠的資金。雖然國會議員反對將資金撥給一座高階橋，但經過西雅圖市議會成員珍妮特·威廉姆斯遊說國會批准，並在參議員華倫·麥紐森的幫助下最終成功獲得資金。最終當局把原本的上開橋改建成現在的這座橋，以配合鄰近同期進行的珍妮特·威廉斯紀念大橋建造工程。

## 外部連結
维基共享资源上的相關多媒體資源：斯波坎街大橋